# Jakub Ficenec
Jakub Ficenec (né le 11 février 1977 à Hradec Králové en Tchécoslovaquie) est un joueur professionnel de hockey sur glace Tchèque naturalisé allemand. Il évolue au poste de défenseur.

## Biographie

### Carrière en club
Formé au HC Hradec Králové, il part au Canada en 1996. Il passe professionnel en 1998 avec les Chiefs de Johnstown dans l'ECHL. Il revient en Europe en 2001 et évolue dans la DEL.

### Carrière internationale
Il a représenté la République tchèque puis à partir de 2010, l'Allemagne au niveau international. Le sélectionneur national Uwe Krupp l'a appelé pour les Jeux olympiques d'hiver de 2010.

## Trophées et honneurs personnels
- Ligue de hockey de la Colombie-Britannique
  - 1998 : nommé meilleur défenseur de l'association Côtière.
- Coupe de la Banque royale
  - 1998 : nommé meilleur défenseur du tournoi.
- ECHL
  - 1999 : participe au Match des étoiles avec l'association nord.
- DEL
- 2004 : participe au Match des étoiles.
- 2006 : participe au Match des étoiles.
- 2006 : meilleur différentiel plus-moins.
- 2008 : participe au Match des étoiles.
- 2009 : participe au Match des étoiles.

## Statistiques

### En club
| Saison    | Équipe                 | Ligue     |    | Saison régulière | Saison régulière | Saison régulière | Saison régulière | Saison régulière |   | Séries éliminatoires | Séries éliminatoires | Séries éliminatoires | Séries éliminatoires | Séries éliminatoires |
| Saison    | Équipe                 | Ligue     | PJ | B                | A                | Pts              | Pun              | PJ               | B | A                    | Pts                  | Pun                  |                      |                      |
| 1993-1994 | HC Hradec Králové      | Extraliga | 2  | 0                | 0                | 0                | 0                |                  |   |                      |                      |                      |                      |                      |
| 1995-1996 | HC Slavia Prague       | Extraliga | 3  | 0                | 0                | 0                | 0                | -                | - | -                    | -                    | -                    |                      |                      |
| 1996-1997 | Eagles de South Surrey | LHCB      |    |                  |                  |                  |                  |                  |   |                      |                      |                      |                      |                      |
| 1997-1998 | Eagles de South Surrey | LHCB      | 55 | 35               | 56               | 91               | 121              |                  |   |                      |                      |                      |                      |                      |
| 1998-1999 | Chiefs de Johnstown    | ECHL      | 59 | 18               | 23               | 41               | 54               | -                | - | -                    | -                    | -                    |                      |                      |
| 1998-1999 | Pirates de Portland    | LAH       | 5  | 3                | 2                | 5                | 4                | -                | - | -                    | -                    | -                    |                      |                      |
| 1999-2000 | Pirates de Portland    | LAH       | 58 | 11               | 9                | 20               | 32               | 4                | 0 | 0                    | 0                    | 4                    |                      |                      |
| 2000-2001 | Pirates de Portland    | LAH       | 62 | 10               | 16               | 26               | 41               | 3                | 0 | 1                    | 1                    | 2                    |                      |                      |
| 2001-2002 | Augsburger Panther     | DEL       | 57 | 8                | 29               | 37               | 134              | 4                | 0 | 1                    | 1                    | 4                    |                      |                      |
| 2002-2003 | DEG Metro Stars        | DEL       | 41 | 9                | 19               | 28               | 61               | 5                | 0 | 2                    | 2                    | 4                    |                      |                      |
| 2003-2004 | ERC Ingolstadt         | DEL       | 51 | 13               | 19               | 32               | 60               | 8                | 4 | 2                    | 6                    | 31                   |                      |                      |
| 2004-2005 | ERC Ingolstadt         | DEL       | 46 | 16               | 26               | 42               | 50               | 11               | 3 | 4                    | 7                    | 28                   |                      |                      |
| 2005-2006 | ERC Ingolstadt         | DEL       | 46 | 13               | 22               | 35               | 121              | 7                | 4 | 2                    | 6                    | 14                   |                      |                      |
| 2006-2007 | ERC Ingolstadt         | DEL       | 48 | 11               | 34               | 45               | 97               | 5                | 0 | 1                    | 1                    | 6                    |                      |                      |
| 2007-2008 | ERC Ingolstadt         | DEL       | 51 | 8                | 31               | 39               | 44               | 3                | 1 | 1                    | 2                    | 6                    |                      |                      |
| 2008-2009 | ERC Ingolstadt         | DEL       | 42 | 11               | 19               | 30               | 56               | -                | - | -                    | -                    | -                    |                      |                      |
| 2009-2010 | ERC Ingolstadt         | DEL       | 51 | 4                | 24               | 28               | 36               | 10               | 4 | 2                    | 6                    | 2                    |                      |                      |
| 2010-2011 | ERC Ingolstadt         | DEL       | 51 | 11               | 31               | 42               | 36               | -                | - | -                    | -                    | -                    |                      |                      |
| 2011-2012 | ERC Ingolstadt         | DEL       | 34 | 7                | 15               | 22               | 28               | 9                | 0 | 1                    | 1                    | 6                    |                      |                      |
| 2012-2013 | ERC Ingolstadt         | DEL       | 40 | 5                | 14               | 19               | 24               | 4                | 0 | 0                    | 0                    | 4                    |                      |                      |
| 2013-2014 | ERC Ingolstadt         | DEL       | 34 | 2                | 15               | 17               | 41               | 9                | 0 | 0                    | 0                    | 4                    |                      |                      |
| 2014-2015 | Düsseldorfer EG        | DEL       | 43 | 3                | 10               | 13               | 26               | 10               | 0 | 0                    | 0                    | 4                    |                      |                      |
| 2015-2016 | Düsseldorfer EG        | DEL       | 0  | 0                | 0                | 0                | 0                | -                | - | -                    | -                    | -                    |                      |                      |

### En équipe nationale
| Année | Équipe                    | Compétition                 |   | PJ | B | A | Pts | Pun | +/-             |  | Résultat |
| 1995  | République tchèque 18 ans | Championnat d'Europe junior | 5 | 0  | 0 | 0 | 0   | -1  | Cinquième place |  |          |
| 2010  | Allemagne                 | Jeux olympiques             | 4 | 0  | 0 | 0 | 4   | -5  | Onzième place   |  |          |

## Roller in line hockey
Il a pratiqué le Roller in line hockey.